# Banji (geslacht)
Banji is een geslacht van theropode dinosauriërs, behorend tot de familie van de Oviraptoridae, dat tijdens het late Krijt leefde in het gebied van de huidige Volksrepubliek China.

## Naamgeving
De typesoort Banji long is in 2010 benoemd en beschreven door Xu Xing en Han Fenglu. De geslachtsnaam betekent "gestreepte kam" (ban - ji) in het Chinees; de soortaanduiding "draak".

## Vondst
Het fossiel, holotype IVPP V 16896, is door een anonieme amateurpaleontoloog geschonken aan het Chinese Institute of Vertebrate Paleontology and Paleoanthropology; hij of zij had het opgegraven in de Nemegt nabij de stad Ganzhou in de provincie Janxi, vermoedelijk in lagen van de Nanxiongformatie die stamt uit het laatste Maastrichtien, 65 miljoen jaar oud. Het bestaat uit een complete schedel, inclusief onderkaken, die enigszins vervormd is door samendrukking. 

## Beschrijving

### Formaat en onderscheidende kenmerken
Banji was een kleine tweevoetige en vermoedelijk bevederde theropode. De schedel van het holotype is ongeveer 65 millimeter lang, wat duidt op een lichaamslengte van ongeveer tachtig centimeter. Het exemplaar is een juveniel dier, maar sommige schedeldelen waren al vergroeid, een teken dat het niet om een zeer jong individu gaat. Gezien de beperkte afmetingen van de schedel, moet Banji volgens de beschrijvers ook volgroeid een vrij klein dier geweest zijn met een lengte van hoogstens anderhalve meter.
De beschrijvers wisten enkele onderscheidende kenmerken, autapomorfieën van het taxon, vast te stellen. De schedel draagt een schedelkam gevormd door de praemaxillae en de neusbeenderen, met een tredevormig achtereinde en aan iedere zijde twee groeven in de lengterichting en verder een groot aantal verticale inkepingen. Er bevindt zich een diepe groeve op de bovenkant van het deel van het os pterygoides dat aan het verhemelte raakt. Er zijn verschillende groeven in de lengterichting op de bovenrand van het achterste deel van het dentarium. Er bevinden zich knobbeltjes op een zijrichel op het surangulare, aan de achterkant van de onderkaak.

### Skelet

#### Schedel
De schedel is bol, heeft alleen tanden in het verhemelte, twee grote slaapvensters, bijna vierkante oogkassen, een smalle verticaal gerichte fenestra antorbitalis, een vrij grote driehoekige opening (mxf) in de maxilla en uitzonderlijk grote en lange in een trog liggende neusgaten de rand waarvan samen met de praemaxillae een lange, sterk gepneumatiseerde, kam vormt die zich om de voorkant van de schedel heen plooit tot boven de oogkassen, waar hij vrij abrupt in een rechte hoek eindigt. 
De brede en gladde gebogen trog (snf) van de neusgaten (nar), die in de bovenste helft van de snuit gelegen zijn, strekt zich vooraan ver naar beneden uit, tot bijna de rand van de kaak. De praemaxilla (pm) vormt hieronder een gekartelde kaakrand die vermoedelijk een bovensnavel droeg. De snuitpunt loopt geleidelijk, zonder merkbare overgang, in de kam over. In het midden was de buiging naar achteren bij de kam vermoedelijk wat abrupter dan de curve van de schedel als geheel, zodat een zwakke punt gevormd werd; door beschadigingen kan het precieze profiel niet gevolgd worden. De kam zoals die bewaard is, verheft zich niet heel sterk boven de snuit. Op een punt ongeveer een derde van de voorrand van de oogkas verwijderd buigt de kam abrupt naar beneden, een kleine afgeronde hoek vormend. Er bevinden zich twee, boven elkaar gelegen, diepe en smalle groeven (gpn) in het zijvlak van de kam. De onderste begint ongeveer een kwart boven de onderrand van het neusgat en loopt door tot vlak voor het boveneinde van het neusgat. Hij ligt op zo'n 40% van de kambreedte van het neusgat verwijderd. De bovenste groeve is even breed als de onderste en ervan gescheiden door een beenplateau dat breder is dan beide. Hij begint iets hoger en loopt helemaal door tot het eind van de kam waar deze naar beneden buigt, maar volgt die buiging niet. In de hoek tussen de onderste groeve en de achterkant van het neusgat bevindt zich een grote druppelvormige pneumatische opening, met de brede kant naar achter gericht. In het verlengde van die achterkant liggen nog eens twee afgeronde driehoekige pneumatische foramina (pnf), met de punt naar beneden gericht. Het geheel kan ook gezien worden als een enkel klauwvormig foramen, onderbroken door twee verticale beenstijlen. Lager liggen op het neusbeen twee verdere driehoekige pneumatische openingen. Het zijvlak van de kam wordt verruwd door een twintigtal rechte parallelle, iets schuin naar achter gerichte, ondiepere groeven, die van de uiterste onderrand tot de uiterste bovenrand lopen en de twee hoofdgroeven kruisen. Deze groeven beginnen min of meer ter hoogte van de onderrand van het neusgat en eindigen boven het tweede pneumatische foramen waar ze opvallend korter, ondieper en smaller zijn. Overigens is de kam bij het fossiel vrij sterk beschadigd en vervormd zodat het onzeker is in hoeverre deze kenmerken echt zijn of het gevolg van breuken, compressies en preparatie. 
Bij het fossiel lopen de neusbeenderen naar achteren hoog op tot de voorhoofdsbeenderen maar de beschrijvers interpreteren dit als het gevolg van een vervorming tijdens het fossiliseringsproces. De voorhoofdsbeenderen zijn kort maar de wandbeenderen (p) lang. De laatste zijn vergroeid maar hun beennaad vormt geen lengtekam doch een trog. Het traanbeen (l) vormt een dunne naar achteren gebogen beenstijl, ook naar buiten buigend, tussen de smalle fenestra antorbitalis (afe) en de oogkas (or). In de bovenhoek heeft het traanbeen een opvallende driehoekige pneumatische opening. Het jukbeen (j) is een elegant driestralig element waarvan de voorste tak de dunne overdwars afgeplatte onderrand van de oogkas vormt en vooraan zelfs de onderrand van de fenestra antorbitalis dat daar in een afhangende punt eindigt. De bovenste tak van het jukbeen maakt aan de achterrand van de oogkas een hoge verbinding met de onderste tak van het postorbitale (po). De achterste tak van het jukbeen raakt onder het onderste slaapvenster (itf) het quadratojugale dat als geheel elegant is maar wel een krachtige en afhangende achterhoek vormt, aan de binnenkant verbonden met een robuust quadratum, de bovenkant van een sterk kaakgewricht. Het achterhoofd helt sterk naar voren en is niet voorzien van een belangrijke dwarskam of verticale kam op het supraoccipitale. De zijuitsteeksels, de processus paroccipitales, zijn kort en hangen af.
De onderkant van de schedel toont enkele basale kenmerken. Het os pterygoides heeft, in vergelijking met meer afgeleide oviraptoriden, een lange tak richting het verhemeltebeen die een derde van de schedellengte beslaat. Die tak heeft ook bovenop, in plaats van onderop, een diepe trog in de lengterichting waarvan de buitenste wand gevormd wordt door de verbinding tussen het pterygoïde en het ectopterygoïde. De binnenste wand heeft een diepe groeve, een kenmerk dat verder van enkele andere oviraptorosauriër bekend is. Ook een basaal kenmerk is dat het ectopterygoïde schuin voor het pterygoïde ligt en dat de tak van het ectopterygoïde naar het bovenkaaksbeen toe recht naar voren steekt en geen bovenste uitsteeksel heeft. Overeenkomstig ligt het ploegschaarbeen ongeveer op dezelfde hoogte als de rest van het verhemelte.

#### Onderkaken
De onderkaken zijn grote structuren. Ze zijn extreem bol, hun sterk afhangende samengroeiing is van boven bezien U-vormig en ze hebben een grote opening in de zijkant die uitzonderlijk ver naar voren ligt, tot voorbij de punt van de "kin", en daar het grootste deel van zijvlak beslaat. Van het dentarium (d) blijven zo boven en onder twee beenrichels over, waarvan de bovenste over de hele lengte bol is; bij de meeste oviraptoriden is er vooraan nog een hol gedeelte. Op de achterkant van de bovenste richel bevinden zich vele groeven en richels (grd), die doorlopen tot over de hoge processus coronoides die door een lage inkeping in de bovenrand van het dentarium gescheiden is. Meer naar achteren loopt het zijvenster uit in een diepe uitholling die het grootste deel van het zijvlak van de achterste onderkaak beslaat. Bovenaan en onderaan heeft die uitholling opstaande beenranden. Het os surangulare heeft op de aflopende bovenste rand drie opvallende aaneensluitende kleine bultjes (ts) op een rij liggen. Het surangulare heeft in de achterste hoek van de uitholling ook drie kleine openingen (saf) die vlak bij elkaar liggen als op de punten van een gelijkzijdige driehoek.

## Fylogenie
Banji is door de beschrijvers na een kladistische analyse basaal in de Oviraptoridae geplaatst, boven Gigantoraptor en onder Nemegtomaia in de stamboom. Die basale positie kan echter ook het gevolg zijn van het feit dat het om een jong dier gaat; die plegen meer oorspronkelijke eigenschappen van een groep te tonen. Daartoe behoren onder meer een verlengd en laag verhemelte, een minder rechtopstaand os ectopterygoides, bolle onderkaken en een groeve op het surangulare.

## Levenswijze
Banji was vermoedelijk een planteneter of omnivoor. Zoals bij alle oviraptorosauriërs is de precieze functie van de sterk gespecialiseerde kaken nog onbekend. Misschien dienden ze om in en klappende beweging plantenmateriaal fijn te stampen. De schedelkam, die bij het volwassen dier nog aanzienlijk hoger kan zijn uitgegroeid, fungeerde vermoedelijk als pronkorgaan. De verticale groeven op de kam kunnen een aanwijzing zijn voor een zeer hoge hoornschacht.